# Mariana Pineda (pièce de théâtre)
Pour les articles homonymes, voir Mariana et Pineda.
Cet article concerne la pièce de théâtre de Lorca. Pour l'héroïne espagnole, voir Mariana Pineda.
Mariana Pineda est une pièce de théâtre du dramaturge et poète espagnol Federico García Lorca.  

## Présentation
L'œuvre est basée sur la vie de l'héroïne Mariana Pineda, dont l'opposition à Ferdinand VII (et l'exécution publique ultérieure en 1831 pour trahison) fait partie de l'histoire populaire de la ville de Grenade. 
La pièce est écrite à partir de 1923, jouée pour la première fois en juin 1927 au Teatre Goya, à Barcelone.
La production est mise en scène par García Lorca lui-même, avec une scénographie et des costumes de Salvador Dalí, interprétée par Margarida Xirgu. La pièce est ensuite jouée à Madrid en octobre, au Teatro Fontalba.